# دائرة مشد الله
دائرة امشدالن أو دائرة امشدالن هي إحدى دوائر ولاية البويرة الجزائرية ومقرها امشد الن، وتضم البلديات التالية:
- امشد الن
- صحاريج
- احنيف
- آث منصور
- الشرفة
- أغبالو

## التضاريس
- جبل لالة خديجة

## الوديان
- وادي الساحل

## شخصيات الدائرة
- منصور المشدالي (631هـ-731هـ)، فقيه جزائري.
- بلقاسم المشدالي (770هـ-858هـ)، فقيه جزائري.
- محمد المشدالي (792هـ-866هـ)، فقيه جزائري.
- أبو عبد الله المشدالي (816هـ-859هـ)، فقيه جزائري.
- عمران المشدالي [الفرنسية] (670هـ-745هـ)، فقيه جزائري.
- محمد بن محمد المشدالي [الفرنسية] (820هـ-864هـ)، فقيه جزائري.

## مواضيع ذات صلة
- دوائر ولاية البويرة
- بلديات ولاية البويرة